# Враговиці

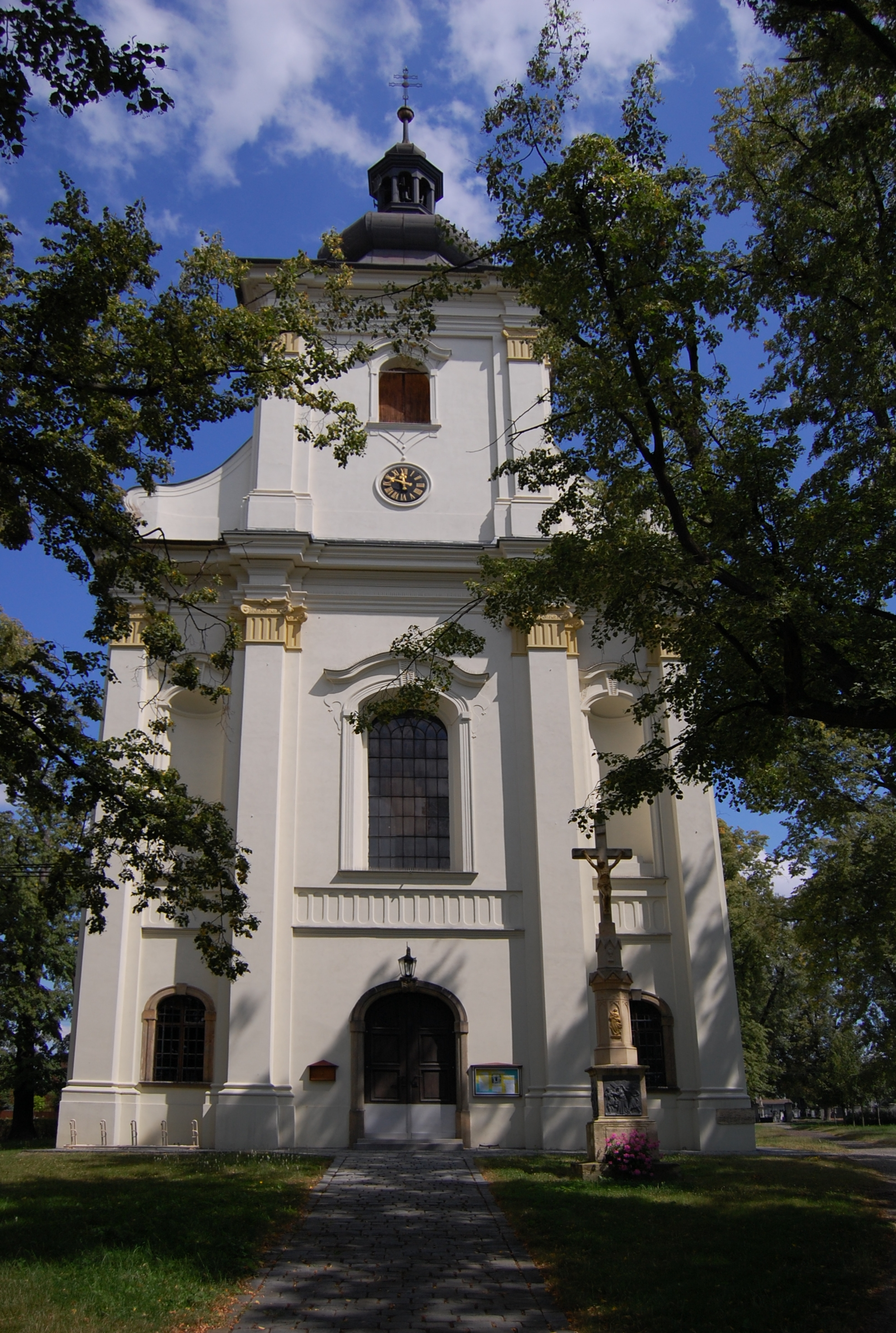
Церква св. Варфоломія у Враговицях.

Враговиці — селище в Оломоуцькому краї Чехії, поблизу Простейова. Це адміністративна одиниця Простейова. Налічує близько 3 400 мешканців. В селищі розташована церква св. Варфоломія, пошта та декілька кафетеріїв.

## Історія
Перша згадка про місто датується 1337 роком. Згадка про першу церкву у Враговицях відносять до 1370 року. Однак, вона повністю згоріла під час пожежі 1587 року. Невдовзі була збудована інша церква. Її використовували до 1831 року, коли церкву було зруйновано і на її місці протягом 1831—1836 рр. було збудовано нову, кошти на яку надав граф Ян Йозеф, володар Краліцького краю.
Поблизу Враговиць було розташоване інше село — Трпеновиці (зараз район Трпінки). У 1466 році воно було приєднане до Враговиць і досі є його частиною.
Враговиці неодноразово міняли власників. Останніми були Сейлерни. Ян Бедріч Сейлерн купив селище в 1725 році.
У 1848 році у Враговицях з'явився мер — Ян Фреборт. Однак, найбільших перетворень селище зазнало у міжвоєнний період, коли мером був Йозеф Штріц. За цей час він побудував дорогу до Простейова та Врбаток. Також була збудована міська ратуша. під час Другої світової війни нацисти збудували спостережний пункт на пагорбі поблизу Враговиць. З нього можна було контролювати рух на залізниці. Після війни у Враговіце був розташований концентраційний табір для німці з Простейова, які очікували переселення до Німеччини. У проміжку між 1950—1954 рр. і від 1973 року Враговиці є частиною Простейова. Наразі йде мова про відділення від міста.
9 грудня 2004 року у Враговицях сталася залізнична аварія. Вантажівка з солдатами врізалась у потяг. Загинуло 9 осіб.

## Визначні місця
- Церква св. Варфоломія XIX століття
- Монумент Чехословацьким легіонам
- Будинок римо-католицького священника XVIII століття
- Статуя св. Флоріана
- Враговицький арборетум

## Цікава інформація
- У селищі народились музиканти Зденєк Тилшар та Бедрих Тилшар, а лінгвіст Франтішек Копечний довгий час тут жив.
- У селищі присутні багато товариств: Сокіл, Асоціація волонтерів-пожежників, Громада за старе Враговиці (Spolek za staré Vrahovice) та інші.